# Espiadimonis tardorenc
L'espiadimonis tardorenc (Aeshna mixta) és una espècie d'odonat anisòpter de la família dels èsnids.

## Distribució
Té una distribució extensa: des d'Europa i extrem nord d'Àfrica fins al Japó.

## Ecologia
Les nimfes habiten principalment en aigües estancades, amplament assolellades i amb vegetació de ribera, però també ho pot fer en masses d'aigua amb poc corrent. Es pot trobar en hàbitats tant artificials com naturals.